# Anna Battke
Anna Battke (Alemania, 3 de enero de 1985) es una atleta alemana especializada en la prueba de salto con pértiga, en la que consiguió ser medallista de bronce europea en pista cubierta en 2009.

## Carrera deportiva
En el Campeonato Europeo de Atletismo en Pista Cubierta de 2009 ganó la medalla de bronce en el salto con pértiga, con un salto por encima de 4.65 metros, siendo superada por la rusa Yuliya Golubchikova (oro con 4.75 metros) y su paisana alemana Silke Spiegelburg (plata también con 4.75 metros pero en más intentos).